# Décès en 1961
Décès
- 1957
- 1958
- 1959
- 1960
- 1961
- 1962
- 1963
- 1964
- 1965

Cet article présente une liste de personnalités mortes au cours de l'année 1961.

Les mois de l'année font également l'objet de listes spécifiques :

## Décès par mois

### Date précise inconnue
- Fernand Andrey-Prévost, peintre paysagiste français (° 1890).
- Charles-Pierre Bernard, peintre français (° 1882).
- Armand Brugnaud, peintre français (° 1899).
- Julien Duvocelle, peintre français (° 1873).
- Faith Fyles, botaniste américaine (° 30 septembre 1875).
- Marthe Galard, peintre française (° 1884).
- Cesare Maggi, peintre italien (° 1881).
- Agnes de Silva, militante féministe srilankaise pour les droits des femmes (° 1885).
- Ágis Théros, poète, sociologue, folkloriste et homme politique grec (° 1875).

### Janvier
- 4 janvier :
  - Camillo Innocenti, peintre italien (° 14 juin 1871).
  - Erwin Schrödinger, prix Nobel de physique en 1933 (° 12 août 1887).
  - Georges Tournon, peintre français (° 26 septembre 1895).
- 10 janvier :
  - Dashiell Hammett, écrivain américain (° 27 mai 1894).
  - Isabel Paterson, philosophe canado-américaine (° 22 janvier 1886).
  - Marius de Zayas, peintre, artiste graphique, caricaturiste, écrivain et galeriste mexicain (° 13 mars 1880).
- 12 janvier : Albert Carnoy, homme politique belge (° 7 novembre 1878).
- 13 janvier : Lem Winchester, vibraphoniste de jazz américain (° 19 janvier 1928).
- 14 janvier : Ernest Thesiger, acteur britannique (° 15 janvier 1879).
- 15 janvier : Andrzej Pronaszko, peintre, scénographe et pédagogue polonais (° 31 décembre 1888).
- 16 janvier : Theodore van Elsen, peintre, graveur et illustrateur français (° 25 septembre 1896).
- 17 janvier :
  - Patrice Lumumba, homme politique congolais (° 2 juillet 1925).
  - Joseph Okito, homme politique congolais (° 5 février 1910).
- 18 janvier : Léon Bellemont, peintre de marines français (° 20 août 1866).
- 20 janvier : Georges Manzana-Pissarro, peintre et graveur français (° 22 novembre 1871).
- 21 janvier : 
  - John J. Becker, compositeur américain (° 22 janvier 1886).
  - Blaise Cendrars, écrivain français (° 1er septembre 1887).
  - Isabelle d'Orléans, duchesse de Guise (° 7 mai 1878).
- 25 janvier : Nadejda Oudaltsova, peintre et dessinatrice russe puis soviétique (° 10 janvier 1886).
- 29 janvier : Jesse Wallace, homme politique américain (° 17 juillet 1899).
- 30 janvier : Maud Stevens Wagner, artiste de cirque américaine (° février 1877).
- 31 janvier : Diego Hidalgo y Durán, homme politique, juriste et auteur espagnol (° 13 février 1886).

### Février
- 1er février : István Csók, peintre hongrois (° 13 février 1865).
- 3 février : William Shepherd Morrison, gouverneur général d'Australie (° 8 octobre 1893).
- 4 février : Scott LaFaro, contrebassiste de jazz américain (° 3 avril 1936).
- 6 février : Georges Aubert, peintre et sculpteur suisse (° 30 avril 1886).
- 9 février : Oscar Egg, coureur cycliste suisse (° 2 mars 1890).
- 10 février :
  - Albert Bülow, homme politique allemand (° 22 juin 1883).
  - Gabriel Moiselet, peintre et affichiste français (° 5 novembre 1885).
- 12 février : Camille Van De Casteele, coureur cycliste belge (° 27 juin 1902).
- 13 février : Jean-Pierre Finant, homme politique congolais  (° 22 avril 1922).
- 14 février :
  - Zakaria Ahmed, musicien, compositeur et chanteur égyptien (° 6 janvier 1896).
  - Wallis Clark, acteur britannique (° 2 mars 1882).
- 17 février : Elías Lafertte, syndicaliste communiste et sénateur chilien (° 19 décembre 1886).
- 26 février : Mohammed V, roi du Maroc (° 10 août 1909).

### Mars
- 2 mars : Jean Oberlé, peintre et illustrateur français (° 12 janvier 1900).
- 6 mars : Florenz Ames, acteur américain (° 6 janvier 1883).
- 7 mars : Paul Loubradou, peintre et homme politique français (° 8 octobre 1883).
- 20 mars : Jean-Jacques Haffner, aquarelliste, professeur d'architecture et architecte français (° 17 juin 1885).
- 23 mars : Valentin Bondarenko, cosmonaute russe (° 16 février 1937).
- 24 mars : Walter Wilhelm Goetze, compositeur allemand d'opérettes (° 17 avril 1883).
- 27 mars : Paul Landowski, sculpteur français d'origine polonaise (° 4 juin 1875).

### Avril
- 2 avril : Wallingford Riegger, compositeur américain (° 29 avril 1885).
- 5 avril : Zyg Brunner, peintre, dessinateur et caricaturiste polonais (° 12 septembre 1878).
- 7 avril :
  - Vanessa Bell, peintre et architecte d'intérieur britannique (° 30 mai 1879).
  - Jesús Guridi, compositeur et organiste espagnol, professeur de musique basque (° 25 septembre 1886).
- 9 avril : Zog Ier, l'ancien roi d’Albanie (° 8 octobre 1895).
- 10 avril : Henry Sené, peintre français (° 10 juin 1889).
- 11 avril : Francis de Bourguignon, compositeur, professeur de musique et critique musical belge (° 29 mai 1890).
- 13 avril : Marie Fikáčková, tueuse en série tchécoslovaque (° 9 septembre 1936).
- 14 avril : Maurice Lalau, illustrateur, dessinateur et peintre français (° 27 juillet 1881).
- 16 avril : Martien Houtkooper, footballeur international néerlandais (° 27 octobre 1891).
- 19 avril : Manuel Quiroga Losada, violoniste et compositeur espagnol (° 15 avril 1892).
- 24 avril : Paul Iské, peintre français (° 28 juillet 1877).
- 29 avril : Miff Mole, musicien de jazz américain (° 11 mars 1898).

### Mai
- 3 mai :
  - Lajos Dinnyés, homme politique hongrois (° 16 avril 1901).
  - Maurice Merleau-Ponty, philosophe français (° 14 mars 1908).
- 4 mai : Karol Šovánka, peintre et sculpteur austro-hongrois puis tchécoslovaque (° 7 mars 1893).
- 5 mai : Alessandro Fantini, coureur cycliste italien (° 1er janvier 1932).
- 8 mai : James Fairfax, acteur britannique (° 10 août 1897).
- 10 mai : Maurice Guillaume, militaire et directeur de journaux français (° 17 février 1886).
- 13 mai : Gary Cooper, acteur américain (° 7 mai 1901).
- 16 mai : Paul Charavel, peintre français (° 2 avril 1877).
- 17 mai :
  - Ferdinand Payan, coureur cycliste français (° 21 avril 1870).
  - Frans Van Cauwelaert, professeur de psychologie et homme politique belge (° 10 janvier 1880).
- 21 mai : Alfredo Frassati, journaliste, éditeur et homme politique italien (° 28 septembre 1868).
- 22 mai :
  - Edward F. Cline, réalisateur, scénariste, acteur et producteur de cinéma américain (° 4 novembre 1891).
  - Joan Davis, actrice américaine (° 29 juin 1900).
- 23 mai : Oswald Lehnich, homme politique allemand (° 20 juin 1895).
- 29 mai : Uuno Klami, compositeur finlandais (° 20 septembre 1907).
- 31 mai : Eduard Toldrà, chef d'orchestre et compositeur espagnol (° 7 avril 1895).

### Juin
- 2 juin : Pierre Brette, peintre français (° 23 février 1905).
- 4 juin : Alice Voinescu, écrivaine, essayiste et philosophe roumaine (° 10 février 1885).
- 6 juin : Carl Jung, psychologue suisse (° 26 juillet 1875).
- 7 juin : Rodrigo Facio, homme politique costaricien (° 26 mars 1917).
- 10 juin : Katerina Bilokour, peintre russe puis soviétique (° 7 décembre 1900).
- 13 juin : Vytautas Kairiūkštis, peintre lituanien (° 14 novembre 1890).
- 17 juin :
  - Jeff Chandler, acteur américain (° 15 décembre 1918).
  - Thomas Darden, homme politique américain (° 8 septembre 1900).
- 21 juin : Abdelkader Mesli, imam et résistant français durant la Seconde Guerre mondiale (° 1902).
- 23 juin : Oscar Eichacker, sculpteur, peintre et graveur français, professeur aux Beaux-Arts de Marseille (° 21 janvier 1881).
- 26 juin : Hélène Dutrieu, cycliste, motocycliste, coureuse automobile et aviatrice belge (° 10 juillet 1877).
- 27 juin : Pierre-Paul Montagnac, peintre et architecte décorateur français (° 9 mai 1883).

### Juillet
- 1er juillet : Louis-Ferdinand Céline, écrivain français (° 27 mai 1894).
- 2 juillet : Ernest Hemingway, écrivain américain (° 21 juillet 1899).
- 6 juillet : Cuno Amiet, peintre suisse (° 28 mars 1868).
- 7 juillet : Israël Shohat, homme politique israélien (° 30 janvier 1886).
- 10 juillet : Kathleen Shackleton, peintre et portraitiste irlandaise (° 5 février 1884).
- 11 juillet : Paul Tschoffen, homme politique belge (° 8 mai 1878).
- 12 juillet : Aloyse Klensch, coureur cycliste luxembourgeois (° 24 avril 1914).
- 13 juillet : Victor Moriamé, poète français (° 4 juin 1888).
- 19 juillet : Joaquín Samuel de Anchorena, avocat et homme politique argentin (° 20 août 1876).
- 22 juillet : Cesare Lovati, footballeur italien (° 25 décembre 1891).
- 25 juillet : Emilio de la Forest de Divonne, aristocrate italien, président de la Juventus de 1936 à 1941 (° 7 septembre 1899).
- 26 juillet : Latino Barilli, peintre italien  (° 1883).
- 27 juillet : Lucy Hayes Herron, golfeuse amatrice américaine (° 8 novembre 1877).
- 30 juillet : Domenico Tardini, cardinal italien, secrétaire d'État du Vatican (° 29 février 1888).
- 31 juillet : Paul Deman, coureur cycliste belge (° 25 avril 1889).

### Août
- 1er août :
  - Philip Stainton, acteur britannique (° 9 avril 1908).
  - Adri Voorting, coureur cycliste néerlandais (° 15 février 1931).
- 3 août :
  - Nicola Canali, cardinal italien de la Curie romaine (° 6 juin 1874).
  - Zoltán Tildy, homme politique hongrois (° 18 novembre 1889).
- 6 août : Joseph-Ernest Van Roey, cardinal belge (° 13 janvier 1874).
- 10 août : Paul-André Eschbach, peintre français (° 6 avril 1881).
- 11 août : Marcel Ilpide, coureur cycliste français (° 16 mars 1904).
- 13 août : Mario Sironi, peintre italien (° 12 mai 1885).
- 17 août : Carlos Salzedo, harpiste, compositeur, pianiste et chef d'orchestre français (° 6 avril 1885).
- 19 août : Ettore Meini, coureur cycliste italien (° 5 janvier 1903).
- 20 août : Georges-Frédéric Rötig, peintre et illustrateur français  (° 1er octobre 1873).
- 22 août : Ida Siekmann, considérée comme la première victime du Mur de Berlin (° 23 août 1902).
- 28 août :
  - Gaston Gabaroche, acteur, chanteur et musicien français (° 29 septembre 1884).
  - Gustave Lino, peintre français (° 27 octobre 1893).
- 31 août : Michele Cozzoli, compositeur, chef d'orchestre et arrangeur italien (° 3 mai 1915)

### Septembre
- 1er septembre :
  - René Bernard-Cothier, homme politique français (° 3 avril 1894).
  - Eero Saarinen, architecte et designer américain d'origine finlandaise (° 20 août 1910).
- 5 septembre : Auguste Goichon, peintre et illustrateur français (° 19 avril 1890).
- 10 septembre : Leo Carrillo, acteur américain (° 6 août 1881).
- 12 septembre : Jeanne Pelisson-Mallet, peintre française (° 18 novembre 1873).
- 18 septembre : Dag Hammarskjöld, secrétaire général de l'ONU (° 29 juillet 1905).
- 19 septembre :
  - Maurice Delage, compositeur français (° 13 novembre 1879).
  - Ernest Payne, coureur cycliste britannique (° 23 décembre 1884).
- 24 septembre : Charles Bareiss, résistant alsacien pendant la Seconde Guerre mondiale (° 4 octobre 1904).
- 26 septembre : 
  - Bul-Bul, chanteur russe puis soviétique (° 22 juin 1897).
  - Raphaël Binet, photographe français (° 18 mars 1880).
- 27 septembre : Hilda Doolittle, dite H.D., poétesse américaine (° 10 septembre 1886).
- 28 septembre : Charles Arthur Banks, homme politique canadien (° 18 mai 1885).
- ? septembre : George Tuisawau, chef autochtone fidjien  (° vers 1901).

### Octobre
- 1er octobre : Donald Cook, acteur américain (° 26 septembre 1901).
- 2 octobre : Edna Gladney, militante américaine (° 22 janvier 1886).
- 10 octobre : Lewin Fitzhamon, réalisateur, scénariste et acteur britannique (° 5 juin 1869).
- 11 octobre : Chico Marx, comédien américain (° 22 mars 1887).
- 13 octobre : 
  - Marcel Gimond, sculpteur français (° 27 avril 1894).
  - František Matoušek, peintre austro-hongrois puis tchécoslovaque (° 12 mai 1901).
  - Louis Rwagasore, homme d'État burundais (° 10 janvier 1932).
- 14 octobre : Paul Ramadier, homme politique français (° 17 mars 1888).
- 17 octobre : Lucienne Capdevielle, peintre et pastelliste française (° 1er janvier 1885).
- 21 octobre : Théodore Louis Boulard, peintre et musicien français (° 19 juillet 1887).
- 22 octobre : Aloys Vande Vyvere, homme politique belge (° 8 juin 1871).
- 23 octobre : Jeanne Bergson, dessinatrice, peintre et sculptrice française (° 16 mars 1893).
- 24 octobre : Saturnin Fabre, comédien français (° 4 avril 1884).
- 29 octobre : Kalle Kauppi, professeur d'université et homme politique finlandais (° 10 mars 1892).
- 30 octobre : El Niño de la Palma (Cayetano Ordóñez y Aguilera), matador espagnol (° 4 janvier 1904).
- 31 octobre : Marcel Vertès, peintre, graveur, illustrateur et costumier/décorateur de cinéma français d'origine hongroise (° 10 août 1895).

### Novembre
- 3 novembre : Henri Hirschmann, compositeur français (° 30 avril 1872).
- 9 novembre : Yann Mari Normand, poète français (° 15 février 1886).
- 12 novembre :
  - Salah Benacer, homme politique algérien (° 6 juillet 1900).
  - René Demeurisse, peintre français (° 26 août 1895).
- 16 novembre : Sam Rayburn, homme politique américain (° 6 janvier 1882).
- 18 novembre : Michael C. Rockefeller, diplômé de l'université d'Harvard (° 1938).
- 20 novembre : Henri de la Barre d'Erquelinnes, homme politique belge (° 21 décembre 1885).
- 23 novembre : York Bowen, compositeur et pianiste britannique (° 22 février 1884).
- 24 novembre : Allen Curtis, réalisateur, scénariste, producteur et acteur américain (° 7 juillet 1878).
- 25 novembre : Jean Lejeune, résistant, compagnon de la Libération (° 10 juillet 1905).
- 26 novembre : Eugène Prévost, coureur cycliste français (° 26 juin 1863).
- 28 novembre :
  - Arthur Melbourne-Cooper, réalisateur, scénariste, directeur de la photographie et acteur britannique (° 15 avril 1874).
  - Agustín Eizaguirre Ostolaza, footballeur espagnol (° 7 octobre 1897).
  - Eugène Thiery, peintre français (° 18 août 1875).
- 29 novembre : Émile Dahan, footballeur français (° 8 septembre 1921).
- 30 novembre : Roger Pénau, compositeur français (° 30 juin 1886).

### Décembre
- 4 décembre : Bernard Réquichot, peintre, graphiste, dessinateur, collagiste et écrivain français (° 1er octobre 1929).
- 9 décembre : Kosta Hakman, peintre serbe puis yougoslave (° 22 mai 1899).
- 12 décembre : Carl Hermann, cristallographe allemand (° 17 juin 1898).
- 14 décembre : Aribert Wäscher, acteur allemand (° 1er décembre 1895).
- 16 décembre : Kunitarō Suda, peintre japonais (° 6 juin 1891).
- 17 décembre : Raymond Desvarreux-Larpenteur, peintre français (° 16 juin 1876).
- 19 décembre : Léon-Antoine Bekaert, homme politique et industriel belge (° 9 décembre 1891).
- 21 décembre : Biagio Cavanna, coureur cycliste sur piste italien, puis masseur de sportifs et formateur de cyclistes (° 3 juillet 1893).
- 22 décembre :
  - Elia Dalla Costa, cardinal italien, archevêque de Florence (° 14 mai 1872).
  - Dick Elliott, acteur américain (° 30 avril 1886).
- 24 ou 25 décembre : Guy de Lioncourt, compositeur français (° 1er décembre 1878).
- 25 décembre : Alexandre Blanchet, peintre et sculpteur suisse (° 23 avril 1882).
- 26 décembre : Otto Baumberger, affichiste, peintre et scénographe suisse (° 21 mai 1889).
- 31 décembre : René Prath, peintre et caricaturiste français (° 18 octobre 1881).